# Контроверзе око језичког и етничког идентитета у Молдавији
Контроверза постоји око имена језика и националног идентитета већинске етничке групе у Републици Молдавији — Молдаваца. У суседној Румунији се поставља питање јесу ли етнички Молдавци посебан народ или подгрупа Румуна. Постоји сагласност о постојању заједничког језика, али опстаје питање назива тог језика: молдавски или румунски.
Декларација о независности 1991. дефинише да је званични језик „румунски” и прва усвојена химна Молдавије је била Пробудите се, Румуни! (молд. Deşteaptă-te, române), идентична химни Румуније. Заједно с политичком еволуцијом државе, у Уставу Молдавије из 1994. званични језик је био молдавски. а химна је била Наш језик (молд. Limba noastră). Такође, према „Закону народа” из 2003. прогласио је Румуне етничком мањином у Молдавији. Децембра 2013. године, Уставни суд Републике Молдавије донео је одлуку по којој се званични језик у Молдавији назива румунским, а не молдавским, али то питање остаје и даље отворено.